# Place des Six-Montagnes-Noires
La place des Six-Montagnes-Noires, est un lieu public de la ville de Colmar, en France.

## Situation et accès
Cette place publique est située dans le quartier centre.
On y accède par la Grand-Rue, les rues des Blés, Saint-Jean, Turenne, du Manège ou la place du Lycée.
Cette place n'est pas desservie par les bus de la TRACE même si ses bus y circulent.

## Origine du nom
La place tient son nom de l'établissement hôtelier Zum Schwarzenberg du début du XVe siècle et détruit par un incendie en juin 1880.

## Bâtiments remarquables et lieux de mémoire
Sur cette place se trouvent des édifices remarquables[Lesquels ?].

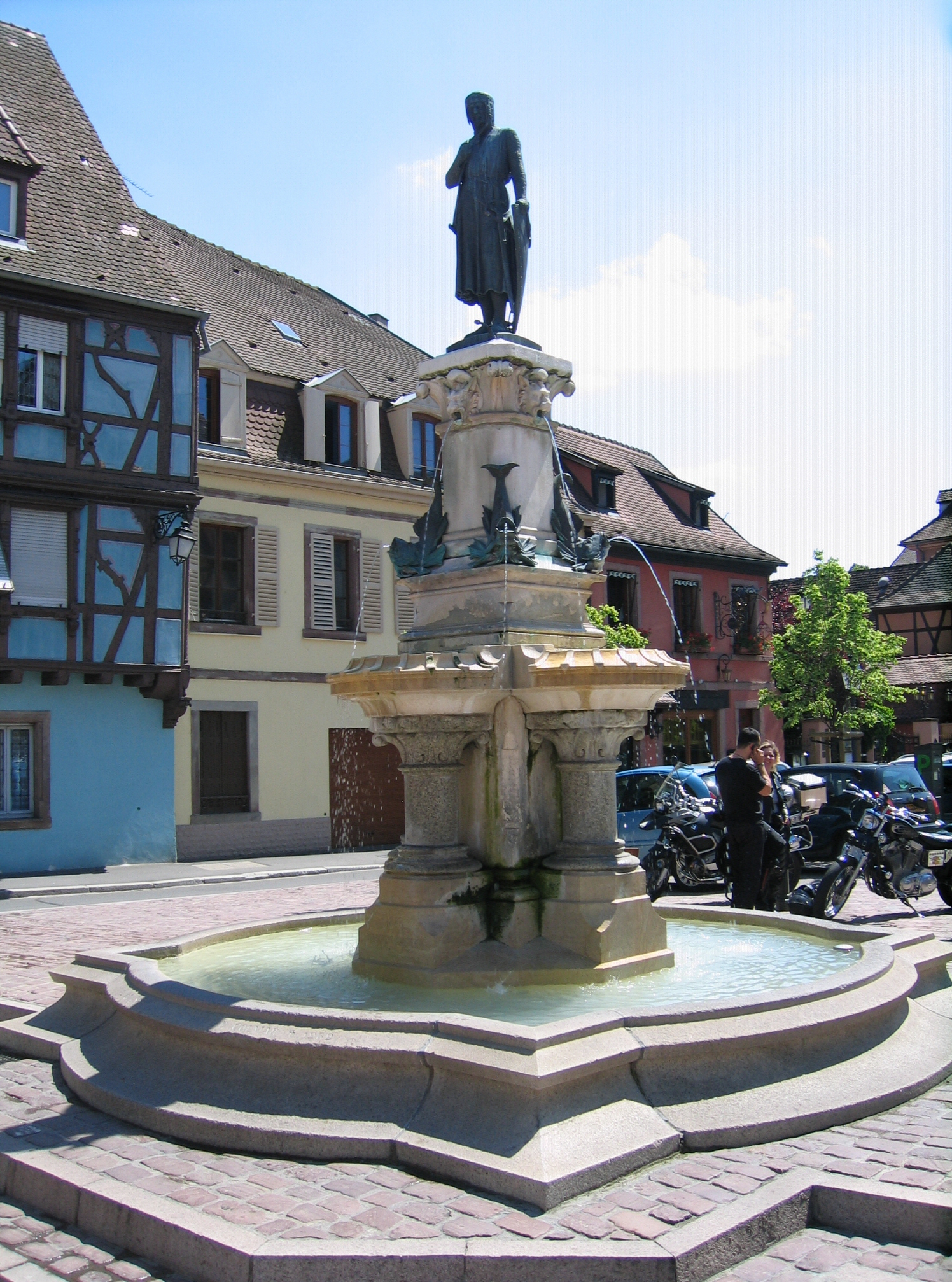
Fontaine Roesselmann (1888[4])
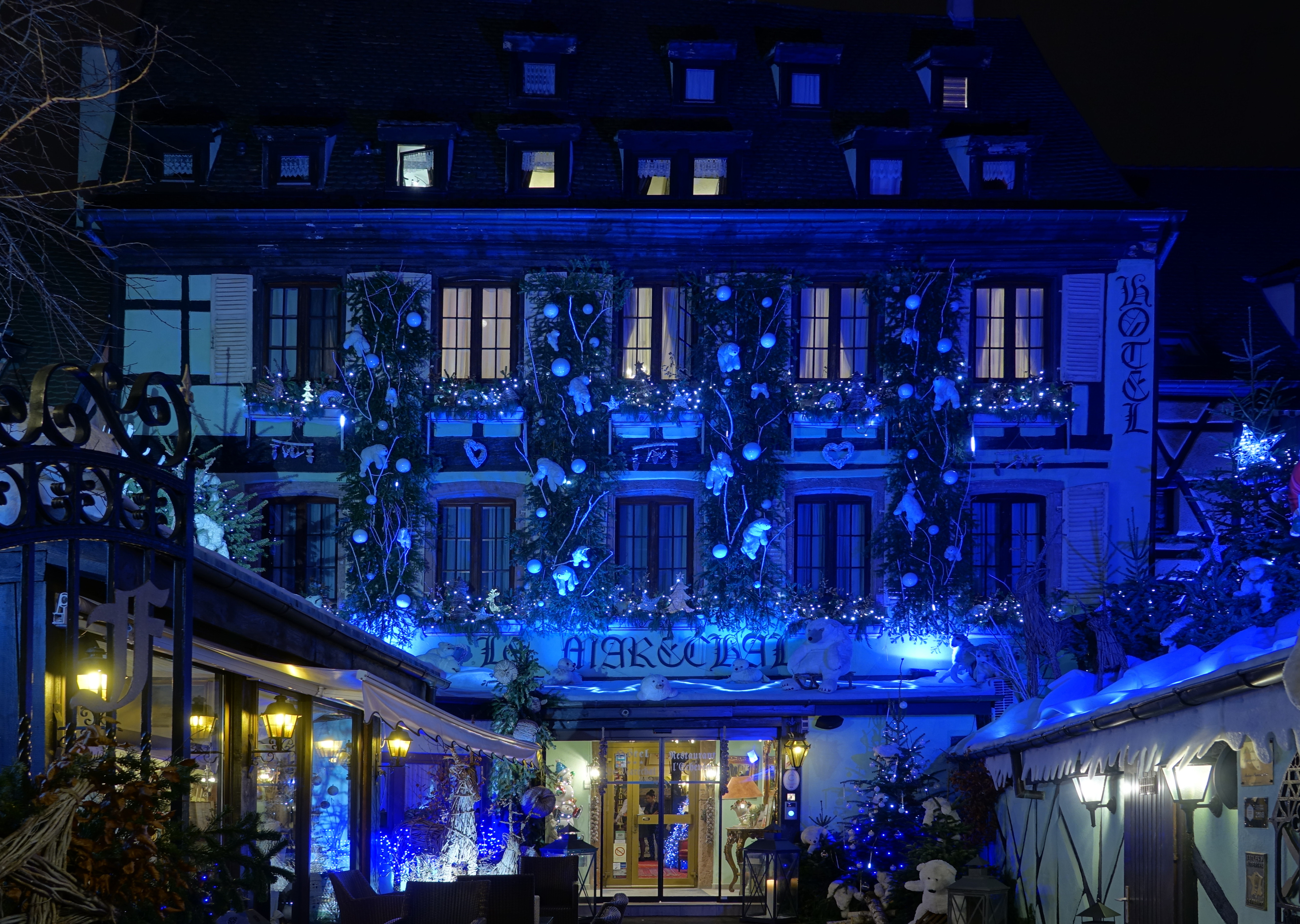
Hostellerie Le Maréchal de nuit.

Le restaurant, le Bistrot des Lavandières, installé sur la place est connu dans le monde entier grâce à une émission de télé-réalité chinoise (Chinese Restaurant) vue par 200 millions de téléspectateurs et qui enregistre près de trois milliards de vues sur internet, particulièrement en Asie du Sud-Est.